# 山崎文男
山崎 文男（やまざき ふみお、1907年8月23日 ‐ 1981年11月17日）は、日本の原子核物理学者。昭和期の放射線測定の第一人者。日本アイソトープ協会の創設者。理化学研究所において研究に勤めた。
総理府放射線審議会委員、原子力委員会専門委員、原子力安全委員会専門委員、放射線安全技術センター理事長などを歴任した。

## 生涯
1907年（明治40年）8月23日、地理学者の父山崎直方、童話作家の母水田光子の二男として東京に生まれる。
1931年（昭和6年）、東京帝国大学理学部物理学科を卒業する。北海道大学理学部の中谷教室に勤務。
1935年（昭和10年）、理化学研究所で放射線研究を行った仁科研究室に研究生として入室。
1945年（昭和20年）、広島市への原子爆弾投下が起きた際、陸軍の要請により編成された理化学研究所の調査団に参加し、投下から24日後の8月30日に広島市に入り、残留放射線調査を行った。9月6日まで滞在した。
1951年（昭和26年）、アメリカ合衆国オークリッジにて放射性同位体取扱いの研修を受ける。放射性炭素年代測定法を開発したウィラード・リビー博士のもとを訪れ、屏蔽計数管（Screen-wall counter）について教えを受ける。帰国ののち、放射性医薬品等の製造管理・頒布を目的とした日本放射性同位元素協会を設立。その後30年間、同協会の常任理事も務める（協会はのちに「日本アイソトープ協会」となる）。
1952年（昭和27年）、理化学研究所において26インチサイクロトロンが再建され、仁科芳雄の後を継ぎ「山崎研究室」を主宰する（室名はのち「放射能研究室」、「放射線研究室」と改称した）。商用の放射線測定器等の開発にも努める。
1954年（昭和29年）、第五福竜丸がキャッスル作戦に巻き込まれて被爆したビキニ事件では、3月14日に焼津港に帰還した福竜丸の残留放射線検査を行った。これに関連して、11月15日から5日間行われた「日米放射能会議」に委員の一人として参加した。
1956年（昭和31年）、同年から1957年にかけ理化学研究所の「放射線計画研究室」、「宇宙線研究室」を立ち上げる。
1962年（昭和37年）、熊谷寛夫博士とともに理化学研究所「サイクロトロン研究室」を立ち上げる。
1965年（昭和40年）、藍綬褒章を受章した。
1966年（昭和41年）、埼玉県和光市に移転した理化学研究所において重イオン加速を主目的とした160センチサイクロトロンが完成。
1968年（昭和43年）、放射線研究室を浜田達二博士に引き継ぎ、理化学研究所を退職。名誉研究員となる。その後6年間は日本原子力研究所の理事を務め、環境安全研究の体系化と研究体制の整備を推進する。
1977年（昭和52年）、勲三等旭日中綬章を受章する。
1980年（昭和55年）、同年に創設された放射線安全技術センターの理事長に就任。
1981年（昭和56年）、アイソトープ協会における会議中に急逝。満74歳（享年75）。墓所は多磨霊園。

## 著述
著述については一部分を挙げる。
- 『原子爆弾後、広島西方に残った放射能について』（原災報第一分冊）P25-33。
- 『放射能計測』、1956年。電気学会雜誌 76 (815)、P960-965。電気学会。
- 『人骨中のアルファ放射体の定量』、1965年。理化学研究所。
- 『食品と人体中の自然のアルファ放射体の測定』、1966年。理化学研究所。
- 「This is the birthplace of radioisotopes in Japan.」。日本アイソトープ協会。

共同論文
- 坂田君子『ローリッツェン型検電器による放射性同位元素の測定』、1951年。医科器械学雑誌 Revival 8 (0), P3-7。日本医療機器学会。
- 筧弘毅『第五福龍丸の乘組員はどれだけ放射線をうけたか』、1954年。Radioisotopes 3 (1), 4-6。日本アイソトープ協会。
- 浜田達二、岡野眞治『同時放電法による放射能絶対測定（原子核実験）』、1955年。日本物理学会年会講演予稿集 1 (0)、P37-。日本物理学会。

## 逸話
- 1959年、科学技術庁振興局企画のラジオ番組「理化学研究所の動き」（放送講演集）において、『古代遺跡の年代決定は、考古学にとって欠かせないものである。その年代決定に役立っているのが、放射能を持った炭素のアイソトープ。放射性元素には決まった半減期があり、古代王朝の遺跡の放射能を測定することによって、遺跡が存在した時期を正確に決定できる。ただし、放射能を測ればすぐに年代を決定できるわけでなく、測定を乱す要因との闘いでもある』と語った[8]。

## 家族
- 弟に害虫学者の山崎輝男（三男）、また、金沢大学名誉教授の地殻化学者で父の後を継ぎ立山火山を研究した山崎正男（四男）がいる。
- 山崎が広島の原子爆弾の被害調査を行ったころの1945年8月26日から9月6日までの12日間の日記の写しが、2005年4月、遺族から広島市中区の原爆資料館に寄贈された[2]。